# هیچ‌کجا مثل زندان نیست
هیچ‌کجا مثل زندان نیست (انگلیسی: No Place Like Jail) یک فیلم کمدی صامت آمریکایی است که در سال ۱۹۱۸ منتشر شد.

## بازیگران
- استن لورل
- باد جیمیسون
- ماری موسکینی
- جیمز پروت
- نوآ یانگ
- دوروثیا والبرت
- گاس لئونارد
- بل میچل
- والاس هاو
- استل هَریسون